# Servius Fulvius Paetinus Nobilior
Servius Fulvius Paetinus Nobilior est un homme politique romain du IIIe siècle av. J.-C., grand-père de Marcus Fulvius Nobilior (consul en 189 av. J.-C.).
Il est membre de la gens Fulvia, une des importantes familles plébéiennes de Rome. 
Les premières étapes de son cursus honorum ne sont pas connues. 
Il est élu consul en 255 av. J.-C. avec Marcus Æmilius Paullus pour collègue, alors que la République romaine est au milieu de la première guerre contre Carthage : le consul suffect de 256 av. J.-C. Marcus Atilius Regulus a subi une défaite lors de la Bataille de Tunis et a été fait prisonnier ; les restes de son armée sont assiégés à Aspis. 
Au début de l'année 255, Servius Fulvius Paetinus Nobilior et son collègue emmènent une flotte importante en Afrique du Nord afin d'évacuer les survivants de l'armée de Marcus Atilius Regulus. La flotte romaine s'empare de l'île de Cossyra, défait une flotte punique au large du Cap Bon, mais est détruite sur le chemin du retour par une tempête au large de Camarina,. Malgré cette perte, les deux consuls célèbrent un triomphe en 254 av. J.-C..